# هيرمان بيترز
هيرمان بيترز (بالإنجليزية: Herman Peters)‏ هو لاعب دوري الرغبي أسترالي، ولد في 1899 في North Sydney ‏ في أستراليا، وتوفي في 10 سبتمبر 1989 في Lane Cove ‏ في أستراليا.